# Kaljo Raid
Kaljo Raid (Tallinn, 4 maart 1921 - Richmond Hill (Ontario), 21 januari 2005) was een Estisch, later Canadees componist, cellist en predikant.

## Levensloop
Kaljo Raid en zijn tweelingzus Ilse werden geboren op 4 maart 1921 in Tallinn. Hun ouders waren Juhan en Martha Raid; er was al een oudere broer, Evald. Kaljo doorliep het Jakob Westholmi Gümnaasium in de Tallinnse wijk Kassisaba en studeerde daarna cello, compositieleer en dirigeren aan het conservatorium van Tallinn. In 1944 studeerde hij af onder Heino Eller. Eind augustus 1944 werd zijn eerste symfonie uitgevoerd en uitgezonden door de Estische radio. In datzelfde jaar werd, na een Sovjetbezetting (1940-1941) en een Duitse bezetting (1941-1944), Estland opnieuw onder de voet gelopen door de Sovjet-Unie. Net als Eduard Tubin vluchtte Raid naar Zweden. Daar studeerde hij in de jaren 1945-1946 theologie aan de Universiteit van Stockholm. In 1946 emigreerde hij naar de Verenigde Staten, waar hij zijn studie voortzette aan de Andover Newton Theological School in Newton (Massachusetts). In 1949 voltooide hij zijn opleiding.
Ook met zijn muzikale opleiding ging hij door. Hij volgde masterclasses in de VS en Europa, onder andere bij Jacques Ibert en Darius Milhaud. In de jaren 1949-53 was hij muziekdocent aan de Bethel University in Saint Paul (Minnesota).
In 1954 vertrok hij naar Canada, waar hij tot 1989 predikant was van de Estonian Baptist Church in Toronto. In 1955 erkende de Canadian Baptist Federation hem als predikant. Hij was lange tijd voorzitter van de Union of Estonian Baptists Abroad, de Unie van Estische Baptisten in het Buitenland. Hij onderhield contacten met Esten overal ter wereld en hielp bij het opzetten van nieuwe baptistische kerken. In 1963 kreeg zijn eigen kerk in Toronto onder zijn leiding een nieuw gebouw. Hij werkte mee aan een wekelijks radioprogramma in het Estisch.
Hij maakte veel reizen en bezocht onder andere Australië, Brazilië en Israël. In 1964 maakte hij in drie maanden een wereldreis. In 1966 bezocht hij in een tijdsbestek van dertig dagen negen Zuid-Amerikaanse landen en in 1970 binnen drie weken zes Afrikaanse landen.
In 1968 lukte het hem zijn tweelingzus Ilse naar Canada te halen. In de jaren zeventig, toen er weer contacten mogelijk waren tussen Estland en de vele Esten in ballingschap, bezocht hij Estland een paar maal. In 1982 trouwde hij met Varje Puu en werd hij in één klap vader van vijf kinderen én grootvader.
Na zijn pensionering in 1989 kon Raid meer tijd besteden aan het componeren van muziek. Hij publiceerde ook boeken bij Estische uitgeverijen: verslagen van de reizen die hij gemaakt had en bundels preken. Hij overleed op 21 januari 2005 in Richmond Hill (Ontario) op 83-jarige leeftijd.

## Oeuvre
Kaljo Raid was geïnteresseerd in het hele scala van klassieke muziek, van de middeleeuwen tot en met de dodecafonie. Hij kon schrijven in vele stijlen. Hij experimenteerde met de ruimtelijke opstelling van de instrumenten; in zijn tweede symfonie van 1946 zette hij de blaasinstrumenten in een aparte ruimte.
Raid schreef vier symfonieën, waarvan er twee op de plaat zijn gezet: de eerste door Neeme Järvi met het Royal Scottish National Orchestra, de tweede door Arvo Volmer met het Nationaal Symfonieorkest van Estland. Op verzoek van Neeme Järvi voltooide hij ook de orkestratie van het eerste deel van de onvoltooid gebleven elfde symfonie van Eduard Tubin, zodat dit deel als zelfstandig stuk kon worden uitgevoerd.
In 1993 publiceerde hij een opera, Fiery Chariots, gebaseerd op het leven van Polycarpus van Smyrna. De opera is uitgevoerd in Toronto  en in Tartu.
Hij schreef ook veel kamermuziek.

## Selectie uit zijn werken

### Opera
- 1993: Fiery Chariots

### Voor orkest
- 1942: Variaties voor symfonieorkest
- 1944: Eerste symfonie
- 1945: Concerto grosso voor drie klarinetten, strijkers, piano en slagwerk
- 1946: Tweede symfonie (‘Stockholmsymfonie’)
- 1948: Symfonische proloog ‘Hamlet in de 20e eeuw’
- 1951: Drie concertvariaties voor orgel, piano, strijkinstrumenten en slaginstrumenten
- 1952: Concertino voor hobo, fagot, strijkinstrumenten en slaginstrumenten
- 1970: Gloria-alleluia voor twee stemmen en strijkers
- 1970: Drie Estische volksliedjes voor stem en strijkers
- 1991: Twaalf korte stukken voor strijkers
- 1995: Derde symfonie (‘Traditionele symfonie’)
- 1997: Vierde symfonie (‘Postmoderne symfonie’)
- 1999: Pequeño Iberia, suite voor symfonieorkest
- 1999: Openingsnummer voor concerten The Y2K Heroics voor symfonieorkest
- 2000: Serenade voor kamerorkest
- 2000: ‘Gedicht’ voor fluit en kamerorkest

### Kamermuziek
- 1942: Strijkkwartet nr. 1
- 1946: Kwintet voor klarinet en strijkkwartet
- 1947: Trio voor viool, cello en contrabas
- 1949: Kamercantate Words of teaching voor kinderstemmen, kamerkoor en instrumenten
- 1949: Prelude voor strijkkwartet
- 1952: Progressieve suite voor twee violen
- 1952: Kleine rapsodie voor viool solo en dertien instrumenten
- 1953: Strijkkwartet nr. 2
- 1954: Sextet voor houtblazers
- 1970: Lacrimosa (in memoriam Heino Eller) voor viool en cello
- 1971: In memoriam voor twee cello’s
- 1984: Suite ‘Waterlelies’ voor stem, fluit en altviool
- 1994: Suite in oude stijl nr. 1 voor klarinet en strijkkwartet
- 1997: Sonate in klassieke stijl nr. 1 voor fluit, hobo en strijkers
- 2001: Suite in oude stijl nr. 2 voor klarinet en strijkkwartet
- 2003: Sonate in klassieke stijl nr. 2 voor fluit, hobo en strijkers